# Hökerum
Hökerum è un'area urbana della Svezia situata nel comune di Ulricehamn, contea di Västra Götaland.
La popolazione rilevata nel censimento 2010 era di 695 abitanti .